# 奥尔芒塞
奥尔芒塞（法語：Ormancey，法語發音：[ɔʁmɑ̃sɛ]）是法国上马恩省的一个市镇，属于朗格勒区。

## 地理
奥尔芒塞（47°54'26"N, 5°10'57"E）面积17.11 平方千米，位于法国大東部大區上马恩省，该省份为法国东北部内陆省份，北起马恩省和默兹省，西接奥布省，西南接科多尔省，东南接上索恩省，东临孚日省。
与奥尔芒塞接壤的市镇（或旧市镇、城区）包括：博舍曼、马拉克、马多尔、圣谢尔格、泰尔纳、沃邦、瓦西讷。

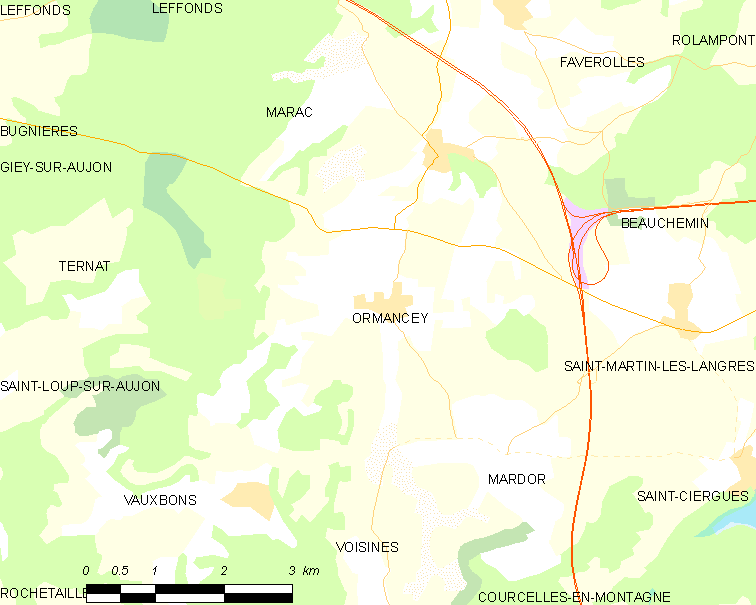
奥尔芒塞的OSM定位图

奥尔芒塞的时区为UTC+01:00、UTC+02:00（夏令时）。

## 行政
奥尔芒塞的邮政编码为52200，INSEE市镇编码为52366。

## 政治
奥尔芒塞所属的省级选区为朗格勒县。

## 人口

1962-2008年间奥尔芒塞人口变化图示

奥尔芒塞于2022年1月1日时的人口数量为75人。